# 揖斐郡

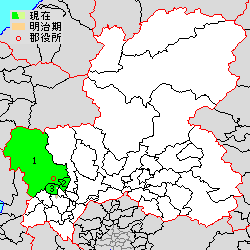
岐阜県揖斐郡の位置（1.揖斐川町 2.大野町 3.池田町 薄黄：後に他郡に編入された区域 薄緑：後に他郡から編入した区域）

揖斐郡（いびぐん）は、岐阜県の郡。
人口60,495人、面積876.44km²、人口密度69人/km²。（2025年2月1日、推計人口）
以下の3町を含む。
- 揖斐川町（いびがわちょう）
- 大野町（おおのちょう）
- 池田町（いけだちょう）

## 郡域
1897年（明治30年）に行政区画として発足した当時の郡域は、以下の区域にあたる。
- 大垣市の一部（南市橋町）
- 揖斐川町・大野町の全域
- 池田町の大部分（白鳥を除く）
- 安八郡神戸町の一部（西座倉）

## 歴史
- 明治30年（1897年）4月1日 - 郡制公布による旧郡の廃置分合のため、池田郡および大野郡の一部の区域をもって揖斐郡が発足[注 1]。同時に以下の町村の統合が行われ、徳山村・春日村・揖斐町・清水村・豊木村（現・大野町）・横蔵村・北方村と新設された16村が所属[注 2]。特記以外は現・揖斐川町。（1町22村）
  - 坂内村 ← 広瀬村、坂本村、川上村
  - 大和村 ← 上南方村、房島村、極楽寺村、若松村
  - 小島村 ← 小島村、上東野村、上野村、和田村、岡村、市場村、白樫村、瑞岩寺村、黒田村、新宮村
  - 養基村 ← 田中村、沓井村、粕河原村（現・池田町）、脛永村（現・揖斐川町）
  - 谷汲村 ← 深坂村、大洞村、名礼村、徳積村
  - 長瀬村 ← 長瀬村、岐礼村、高科村
  - 大野村 ← 黒野村、相羽村、下方村、六里村、麻生村（現・大野町）
  - 富秋村 ← 稲富村、上秋村、寺内村、稲畑村、古川村（現・大野町）
  - 西郡村 ← 松山村、瀬古村、中之元村、牛洞村（現・大野町）
  - 鶯村 ← 公郷村、領家村、大衣斐村、小衣斐村（現・大野町）
  - 川合村 ← 加納村、上磯村、郡家村、本荘村、下磯村、下座倉村、五ノ里村、下南方村（現・大野町）、西座倉村（現・安八郡神戸町）
  - 池田村 ← 下東野村、池野村、六之井村、上田村、砂畑村、杉野村（現・池田町）
  - 本郷村 ← 本郷村、萩原村、小寺村、青柳村、田畑村、草深村、山洞村、藤代村（現・池田町）
  - 八幡村 ← 八幡村、片山村（現・池田町）、市橋村（現・大垣市、池田町）
  - 宮地村 ← 宮地村、般若畑村、願成寺村、段村、船子村、小牛村（現・池田町）
  - 久瀬村 ← 乙原村、東津汲村、小津村、樫原村、東横山村、東杉原村、三倉村、外津汲村、西津汲村、日坂村、西横山村、鶴見村
- 明治30年（1897年）8月1日 - 郡制を施行。郡役所は大野池田郡役所（揖斐町）を継承[3]。
- 大正6年度（1917年度） - 現住人口58,364名。マラリア患者数204名[4]。
- 大正11年（1922年）4月1日 - 久瀬村の一部（西横山・東横山・東杉原・鶴見）が分村して藤橋村が発足[5][注 3]（1町23村）
- 大正12年（1923年）4月1日 - 郡会が廃止。郡役所は存続。
- 大正15年（1926年）7月1日 - 郡役所が廃止。以降は地域区分名称となる。
- 昭和7年（1932年）10月1日 - 大野村が町制施行して大野町となる。（2町22村）
- 昭和25年（1950年）
  - 4月1日 - 池田村が安八郡北平野村の一部（白鳥）を編入。
  - 8月1日 - 本郷村・池田村が合併して温知村が発足。（2町21村）
- 昭和29年（1954年）
  - 4月1日 - 大野町・豊木村・富秋村・西郡村が合併し、改めて大野町が発足。（2町18村）
  - 5月1日 - 温知村が町制施行・改称して池田町となる。（3町17村）
- 昭和30年（1955年）4月1日（3町11村）
  - 池田町・八幡村・宮地村が合併し、改めて池田町が発足。
  - 揖斐町・大和村・北方村・清水村・小島村が合併して揖斐川町が発足。
- 昭和31年（1956年）
  - 4月1日（3町10村）
    - 鶯村が大野町に編入。
    - 池田町の一部（南市橋）が不破郡赤坂町に編入。

  - 9月1日 - 谷汲村・長瀬村が合併し、改めて谷汲村が発足。（3町9村）
  - 9月30日 - 養基村の一部（脛永）が揖斐川町に、残部が池田町にそれぞれ編入。（3町8村）
- 昭和35年（1960年）
  - 1月1日（3町6村）
    - 川合村が大野町に編入。
    - 横蔵村が谷汲村に編入。

  - 4月1日 - 大野町の一部（西座倉）が安八郡神戸町に編入。
- 昭和62年（1987年）4月1日 - 徳山村が藤橋村に編入。（3町5村）
- 平成17年（2005年）1月31日 - 揖斐川町・谷汲村・春日村・久瀬村・藤橋村・坂内村が合併し、改めて揖斐川町が発足。（3町）

### 変遷表
| 旧郡   | 明治以前   | 明治以前   | 明治元年 - 明治22年      | 明治元年 - 明治22年      | 明治元年 - 明治22年      | 明治22年 4月1日 町村制施行 | 明治30年 4月1日 揖斐郡発足 | 明治30年 - 昭和25年         | 明治30年 - 昭和25年        | 昭和26年 - 昭和30年            | 昭和26年 - 昭和30年     | 昭和31年 - 昭和64年               | 昭和31年 - 昭和64年         | 平成元年 - 現在          | 現在     |
| ------ | ---------- | ---------- | ------------------------ | ------------------------ | ------------------------ | -------------------------- | -------------------------- | --------------------------- | -------------------------- | ------------------------------ | ----------------------- | --------------------------------- | --------------------------- | ------------------------ | -------- |
| 大野郡 | 西座倉村   | 西座倉村   | 西座倉村                 | 西座倉村                 | 西座倉村                 | 西座倉村                   | 川合村                     | 川合村                      | 川合村                     | 川合村                         | 川合村                  | 昭和35年1月1日 大野町に編入       | 昭和35年4月1日 神戸町に編入 | 神戸町                   | 神戸町   |
| 大野郡 | 下座倉村   | 下座倉村   | 下座倉村                 | 下座倉村                 | 下座倉村                 | 下座倉村                   | 川合村                     | 川合村                      | 川合村                     | 川合村                         | 川合村                  | 昭和35年1月1日 大野町に編入       | 大野町                      | 大野町                   | 大野町   |
| 大野郡 | 加納村     | 加納村     | 加納村                   | 加納村                   | 加納村                   | 加納村                     | 川合村                     | 川合村                      | 川合村                     | 川合村                         | 川合村                  | 昭和35年1月1日 大野町に編入       | 大野町                      | 大野町                   | 大野町   |
| 大野郡 | 郡家村     | 郡家村     | 郡家村                   | 郡家村                   | 郡家村                   | 郡家村                     | 川合村                     | 川合村                      | 川合村                     | 川合村                         | 川合村                  | 昭和35年1月1日 大野町に編入       | 大野町                      | 大野町                   | 大野町   |
| 大野郡 | 本荘村     | 本荘村     | 本荘村                   | 本荘村                   | 本荘村                   | 本荘村                     | 川合村                     | 川合村                      | 川合村                     | 川合村                         | 川合村                  | 昭和35年1月1日 大野町に編入       | 大野町                      | 大野町                   | 大野町   |
| 大野郡 | 五ノ里村   | 五ノ里村   | 五ノ里村                 | 五ノ里村                 | 五ノ里村                 | 五ノ里村                   | 川合村                     | 川合村                      | 川合村                     | 川合村                         | 川合村                  | 昭和35年1月1日 大野町に編入       | 大野町                      | 大野町                   | 大野町   |
| 大野郡 | 上磯村     | 上磯村     | 上磯村                   | 上磯村                   | 上磯村                   | 上磯村                     | 川合村                     | 川合村                      | 川合村                     | 川合村                         | 川合村                  | 昭和35年1月1日 大野町に編入       | 大野町                      | 大野町                   | 大野町   |
| 大野郡 | 下磯村     | 下磯村     | 下磯村                   | 下磯村                   | 下磯村                   | 下磯村                     | 川合村                     | 川合村                      | 川合村                     | 川合村                         | 川合村                  | 昭和35年1月1日 大野町に編入       | 大野町                      | 大野町                   | 大野町   |
| 大野郡 | 下有里村   | 下有里村   | 下有里村                 | 下有里村                 | 下有里村                 | 下磯村                     | 川合村                     | 川合村                      | 川合村                     | 川合村                         | 川合村                  | 昭和35年1月1日 大野町に編入       | 大野町                      | 大野町                   | 大野町   |
| 大野郡 | 南方村     | 南方村     | 南方村                   | 明治8年 改称 下南方村    | 明治8年 改称 下南方村    | 下南方村                   | 川合村                     | 川合村                      | 川合村                     | 川合村                         | 川合村                  | 昭和35年1月1日 大野町に編入       | 大野町                      | 大野町                   | 大野町   |
| 大野郡 | 東黒野村   | 東黒野村   | 東黒野村                 | 明治8年12月1日 黒野村    | 明治8年12月1日 黒野村    | 黒野村                     | 大野村                     | 昭和7年10月1日 町制 大野町  | 昭和7年10月1日 町制 大野町 | 昭和29年4月1日 大野町          | 昭和29年4月1日 大野町   | 大野町                            | 大野町                      | 大野町                   | 大野町   |
| 大野郡 | 西黒野村   | 西黒野村   | 西黒野村                 | 明治8年12月1日 黒野村    | 明治8年12月1日 黒野村    | 黒野村                     | 大野村                     | 昭和7年10月1日 町制 大野町  | 昭和7年10月1日 町制 大野町 | 昭和29年4月1日 大野町          | 昭和29年4月1日 大野町   | 大野町                            | 大野町                      | 大野町                   | 大野町   |
| 大野郡 | 六里村     | 六里村     | 六里村                   | 六里村                   | 六里村                   | 六里村                     | 大野村                     | 昭和7年10月1日 町制 大野町  | 昭和7年10月1日 町制 大野町 | 昭和29年4月1日 大野町          | 昭和29年4月1日 大野町   | 大野町                            | 大野町                      | 大野町                   | 大野町   |
| 大野郡 | 麻生村     | 麻生村     | 麻生村                   | 麻生村                   | 麻生村                   | 麻生村                     | 大野村                     | 昭和7年10月1日 町制 大野町  | 昭和7年10月1日 町制 大野町 | 昭和29年4月1日 大野町          | 昭和29年4月1日 大野町   | 大野町                            | 大野町                      | 大野町                   | 大野町   |
| 大野郡 | 相羽村     | 相羽村     | 相羽村                   | 相羽村                   | 相羽村                   | 相羽村                     | 大野村                     | 昭和7年10月1日 町制 大野町  | 昭和7年10月1日 町制 大野町 | 昭和29年4月1日 大野町          | 昭和29年4月1日 大野町   | 大野町                            | 大野町                      | 大野町                   | 大野町   |
| 大野郡 | 下方村     | 下方村     | 下方村                   | 下方村                   | 下方村                   | 下方村                     | 大野村                     | 昭和7年10月1日 町制 大野町  | 昭和7年10月1日 町制 大野町 | 昭和29年4月1日 大野町          | 昭和29年4月1日 大野町   | 大野町                            | 大野町                      | 大野町                   | 大野町   |
| 大野郡 | 松山村     | 松山村     | 松山村                   | 松山村                   | 松山村                   | 松山村                     | 西郡村                     | 西郡村                      | 西郡村                     | 昭和29年4月1日 大野町          | 昭和29年4月1日 大野町   | 大野町                            | 大野町                      | 大野町                   | 大野町   |
| 大野郡 | 志名村     | 志名村     | 志名村                   | 志名村                   | 志名村                   | 松山村                     | 西郡村                     | 西郡村                      | 西郡村                     | 昭和29年4月1日 大野町          | 昭和29年4月1日 大野町   | 大野町                            | 大野町                      | 大野町                   | 大野町   |
| 大野郡 | 瀬古村     | 瀬古村     | 瀬古村                   | 瀬古村                   | 瀬古村                   | 瀬古村                     | 西郡村                     | 西郡村                      | 西郡村                     | 昭和29年4月1日 大野町          | 昭和29年4月1日 大野町   | 大野町                            | 大野町                      | 大野町                   | 大野町   |
| 大野郡 | 辻村       | 辻村       | 辻村                     | 辻村                     | 辻村                     | 瀬古村                     | 西郡村                     | 西郡村                      | 西郡村                     | 昭和29年4月1日 大野町          | 昭和29年4月1日 大野町   | 大野町                            | 大野町                      | 大野町                   | 大野町   |
| 大野郡 | 沢村       | 沢村       | 沢村                     | 沢村                     | 沢村                     | 瀬古村                     | 西郡村                     | 西郡村                      | 西郡村                     | 昭和29年4月1日 大野町          | 昭和29年4月1日 大野町   | 大野町                            | 大野町                      | 大野町                   | 大野町   |
| 大野郡 | 牛洞村     | 牛洞村     | 牛洞村                   | 牛洞村                   | 牛洞村                   | 牛洞村                     | 西郡村                     | 西郡村                      | 西郡村                     | 昭和29年4月1日 大野町          | 昭和29年4月1日 大野町   | 大野町                            | 大野町                      | 大野町                   | 大野町   |
| 大野郡 | 中之元村   | 中之元村   | 中之元村                 | 中之元村                 | 中之元村                 | 中之元村                   | 西郡村                     | 西郡村                      | 西郡村                     | 昭和29年4月1日 大野町          | 昭和29年4月1日 大野町   | 大野町                            | 大野町                      | 大野町                   | 大野町   |
| 大野郡 | 野村       | 野村       | 野村                     | 野村                     | 野村                     | 豊木村                     | 豊木村                     | 豊木村                      | 豊木村                     | 昭和29年4月1日 大野町          | 昭和29年4月1日 大野町   | 大野町                            | 大野町                      | 大野町                   | 大野町   |
| 大野郡 | 西方村     | 西方村     | 西方村                   | 西方村                   | 西方村                   | 豊木村                     | 豊木村                     | 豊木村                      | 豊木村                     | 昭和29年4月1日 大野町          | 昭和29年4月1日 大野町   | 大野町                            | 大野町                      | 大野町                   | 大野町   |
| 大野郡 | 桜大門村   | 桜大門村   | 桜大門村                 | 桜大門村                 | 桜大門村                 | 豊木村                     | 豊木村                     | 豊木村                      | 豊木村                     | 昭和29年4月1日 大野町          | 昭和29年4月1日 大野町   | 大野町                            | 大野町                      | 大野町                   | 大野町   |
| 大野郡 | 大野村     | 大野村     | 大野村                   | 大野村                   | 大野村                   | 豊木村                     | 豊木村                     | 豊木村                      | 豊木村                     | 昭和29年4月1日 大野町          | 昭和29年4月1日 大野町   | 大野町                            | 大野町                      | 大野町                   | 大野町   |
| 大野郡 | 木振村     | 木振村     | 明治7年9月 稲富村        | 明治7年9月 稲富村        | 明治7年9月 稲富村        | 稲富村                     | 富秋村                     | 富秋村                      | 富秋村                     | 昭和29年4月1日 大野町          | 昭和29年4月1日 大野町   | 大野町                            | 大野町                      | 大野町                   | 大野町   |
| 大野郡 | 更地村     |            | 明治7年9月 稲富村        | 明治7年9月 稲富村        | 明治7年9月 稲富村        | 稲富村                     | 富秋村                     | 富秋村                      | 富秋村                     | 昭和29年4月1日 大野町          | 昭和29年4月1日 大野町   | 大野町                            | 大野町                      | 大野町                   | 大野町   |
| 大野郡 | 西上秋村   | 西上秋村   | 西上秋村                 | 西上秋村                 | 西上秋村                 | 上秋村                     | 富秋村                     | 富秋村                      | 富秋村                     | 昭和29年4月1日 大野町          | 昭和29年4月1日 大野町   | 大野町                            | 大野町                      | 大野町                   | 大野町   |
| 大野郡 | 古川村     | 古川村     | 古川村                   | 古川村                   | 古川村                   | 古川村                     | 富秋村                     | 富秋村                      | 富秋村                     | 昭和29年4月1日 大野町          | 昭和29年4月1日 大野町   | 大野町                            | 大野町                      | 大野町                   | 大野町   |
| 大野郡 | 寺内村     | 寺内村     | 寺内村                   | 寺内村                   | 寺内村                   | 寺内村                     | 富秋村                     | 富秋村                      | 富秋村                     | 昭和29年4月1日 大野町          | 昭和29年4月1日 大野町   | 大野町                            | 大野町                      | 大野町                   | 大野町   |
| 大野郡 | 稲畑村     | 稲畑村     | 稲畑村                   | 稲畑村                   | 稲畑村                   | 稲畑村                     | 富秋村                     | 富秋村                      | 富秋村                     | 昭和29年4月1日 大野町          | 昭和29年4月1日 大野町   | 大野町                            | 大野町                      | 大野町                   | 大野町   |
| 大野郡 | 公郷村     | 公郷村     | 公郷村                   | 明治8年1月 公郷村        | 明治8年1月 公郷村        | 公郷村                     | 鶯村                       | 鶯村                        | 鶯村                       | 鶯村                           | 鶯村                    | 昭和31年4月1日 大野町に編入       | 大野町                      | 大野町                   | 大野町   |
| 大野郡 | 宝来村     | 宝来村     | 宝来村                   | 明治8年1月 公郷村        | 明治8年1月 公郷村        | 公郷村                     | 鶯村                       | 鶯村                        | 鶯村                       | 鶯村                           | 鶯村                    | 昭和31年4月1日 大野町に編入       | 大野町                      | 大野町                   | 大野町   |
| 大野郡 | 八木村     | 八木村     | 八木村                   | 明治8年1月 公郷村        | 明治8年1月 公郷村        | 公郷村                     | 鶯村                       | 鶯村                        | 鶯村                       | 鶯村                           | 鶯村                    | 昭和31年4月1日 大野町に編入       | 大野町                      | 大野町                   | 大野町   |
| 大野郡 | 島部村     | 島部村     | 島部村                   | 明治8年1月 公郷村        | 明治8年1月 公郷村        | 公郷村                     | 鶯村                       | 鶯村                        | 鶯村                       | 鶯村                           | 鶯村                    | 昭和31年4月1日 大野町に編入       | 大野町                      | 大野町                   | 大野町   |
| 大野郡 | 大衣斐村   | 大衣斐村   | 大衣斐村                 | 大衣斐村                 | 大衣斐村                 | 大衣斐村                   | 鶯村                       | 鶯村                        | 鶯村                       | 鶯村                           | 鶯村                    | 昭和31年4月1日 大野町に編入       | 大野町                      | 大野町                   | 大野町   |
| 大野郡 | 小衣斐村   | 小衣斐村   | 小衣斐村                 | 小衣斐村                 | 小衣斐村                 | 小衣斐村                   | 鶯村                       | 鶯村                        | 鶯村                       | 鶯村                           | 鶯村                    | 昭和31年4月1日 大野町に編入       | 大野町                      | 大野町                   | 大野町   |
| 大野郡 | 北領家村   | 北領家村   | 北領家村                 | 明治8年7月1日 領家村     | 明治8年7月1日 領家村     | 領家村                     | 鶯村                       | 鶯村                        | 鶯村                       | 鶯村                           | 鶯村                    | 昭和31年4月1日 大野町に編入       | 大野町                      | 大野町                   | 大野町   |
| 大野郡 | 南領家村   | 南領家村   | 南領家村                 | 明治8年7月1日 領家村     | 明治8年7月1日 領家村     | 領家村                     | 鶯村                       | 鶯村                        | 鶯村                       | 鶯村                           | 鶯村                    | 昭和31年4月1日 大野町に編入       | 大野町                      | 大野町                   | 大野町   |
| 池田郡 | 羽根村     | 羽根村     | 羽根村                   | 明治8年6月 広瀬村        | 明治8年6月 広瀬村        | 広瀬村                     | 坂内村                     | 坂内村                      | 坂内村                     | 坂内村                         | 坂内村                  | 坂内村                            | 坂内村                      | 平成17年1月31日 揖斐川町 | 揖斐川町 |
| 池田郡 | 西村       | 西村       | 西村                     | 明治8年6月 広瀬村        | 明治8年6月 広瀬村        | 広瀬村                     | 坂内村                     | 坂内村                      | 坂内村                     | 坂内村                         | 坂内村                  | 坂内村                            | 坂内村                      | 平成17年1月31日 揖斐川町 | 揖斐川町 |
| 池田郡 | 北村       | 北村       | 北村                     | 明治8年6月 広瀬村        | 明治8年6月 広瀬村        | 広瀬村                     | 坂内村                     | 坂内村                      | 坂内村                     | 坂内村                         | 坂内村                  | 坂内村                            | 坂内村                      | 平成17年1月31日 揖斐川町 | 揖斐川町 |
| 池田郡 | 坂本村     | 坂本村     | 坂本村                   | 坂本村                   | 坂本村                   | 坂本村                     | 坂内村                     | 坂内村                      | 坂内村                     | 坂内村                         | 坂内村                  | 坂内村                            | 坂内村                      | 平成17年1月31日 揖斐川町 | 揖斐川町 |
| 池田郡 | 川上村     | 川上村     | 川上村                   | 川上村                   | 川上村                   | 川上村                     | 坂内村                     | 坂内村                      | 坂内村                     | 坂内村                         | 坂内村                  | 坂内村                            | 坂内村                      | 平成17年1月31日 揖斐川町 | 揖斐川町 |
| 池田郡 | 池戸村     | 池戸村     | 池戸村                   | 明治8年1月 六合村        | 明治8年1月 六合村        | 春日村                     | 春日村                     | 春日村                      | 春日村                     | 春日村                         | 春日村                  | 春日村                            | 春日村                      | 平成17年1月31日 揖斐川町 | 揖斐川町 |
| 池田郡 | 池戸村     | 池戸村     | 明治7年9月 分立 滝村     | 明治8年1月 六合村        | 明治8年1月 六合村        | 春日村                     | 春日村                     | 春日村                      | 春日村                     | 春日村                         | 春日村                  | 春日村                            | 春日村                      | 平成17年1月31日 揖斐川町 | 揖斐川町 |
| 池田郡 | 池戸村     | 池戸村     | 明治7年9月 分立 樫村     | 明治8年1月 六合村        | 明治8年1月 六合村        | 春日村                     | 春日村                     | 春日村                      | 春日村                     | 春日村                         | 春日村                  | 春日村                            | 春日村                      | 平成17年1月31日 揖斐川町 | 揖斐川町 |
| 池田郡 | 下ヶ流村   | 下ヶ流村   | 下ヶ流村                 | 明治8年1月 六合村        | 明治8年1月 六合村        | 春日村                     | 春日村                     | 春日村                      | 春日村                     | 春日村                         | 春日村                  | 春日村                            | 春日村                      | 平成17年1月31日 揖斐川町 | 揖斐川町 |
| 池田郡 | 上ヶ流村   | 上ヶ流村   | 上ヶ流村                 | 明治8年1月 六合村        | 明治8年1月 六合村        | 春日村                     | 春日村                     | 春日村                      | 春日村                     | 春日村                         | 春日村                  | 春日村                            | 春日村                      | 平成17年1月31日 揖斐川町 | 揖斐川町 |
| 池田郡 | 上ヶ流村   | 上ヶ流村   | 明治7年9月 分立 谷山村   | 明治8年1月 六合村        | 明治8年1月 六合村        | 春日村                     | 春日村                     | 春日村                      | 春日村                     | 春日村                         | 春日村                  | 春日村                            | 春日村                      | 平成17年1月31日 揖斐川町 | 揖斐川町 |
| 池田郡 | 香六村     | 香六村     | 香六村                   | 明治8年1月 谷合村        | 明治15年9月2日 香六村    | 春日村                     | 春日村                     | 春日村                      | 春日村                     | 春日村                         | 春日村                  | 春日村                            | 春日村                      | 平成17年1月31日 揖斐川町 | 揖斐川町 |
| 池田郡 | 香六村     | 香六村     | 明治7年9月 分立 小宮神村 | 明治8年1月 谷合村        | 明治15年9月2日 小宮神村  | 春日村                     | 春日村                     | 春日村                      | 春日村                     | 春日村                         | 春日村                  | 春日村                            | 春日村                      | 平成17年1月31日 揖斐川町 | 揖斐川町 |
| 池田郡 | 川合村     | 川合村     | 川合村                   | 明治8年1月 谷合村        | 明治15年9月2日 川合村    | 春日村                     | 春日村                     | 春日村                      | 春日村                     | 春日村                         | 春日村                  | 春日村                            | 春日村                      | 平成17年1月31日 揖斐川町 | 揖斐川町 |
| 池田郡 | 中山村     | 中山村     | 中山村                   | 明治8年1月 谷合村        | 明治15年9月2日 中山村    | 春日村                     | 春日村                     | 春日村                      | 春日村                     | 春日村                         | 春日村                  | 春日村                            | 春日村                      | 平成17年1月31日 揖斐川町 | 揖斐川町 |
| 池田郡 | 寺本村     | 寺本村     | 寺本村                   | 明治8年1月 美束村        | 明治8年1月 美束村        | 春日村                     | 春日村                     | 春日村                      | 春日村                     | 春日村                         | 春日村                  | 春日村                            | 春日村                      | 平成17年1月31日 揖斐川町 | 揖斐川町 |
| 池田郡 | 種本村     | 種本村     | 種本村                   | 明治8年1月 美束村        | 明治8年1月 美束村        | 春日村                     | 春日村                     | 春日村                      | 春日村                     | 春日村                         | 春日村                  | 春日村                            | 春日村                      | 平成17年1月31日 揖斐川町 | 揖斐川町 |
| 池田郡 | 中郷村     | 中郷村     | 中郷村                   | 明治8年1月 美束村        | 明治8年1月 美束村        | 春日村                     | 春日村                     | 春日村                      | 春日村                     | 春日村                         | 春日村                  | 春日村                            | 春日村                      | 平成17年1月31日 揖斐川町 | 揖斐川町 |
| 池田郡 | 日坂村     | 日坂村     | 日坂村                   | 日坂村                   | 日坂村                   | 日坂村                     | 久瀬村                     | 久瀬村                      | 久瀬村                     | 久瀬村                         | 久瀬村                  | 久瀬村                            | 久瀬村                      | 平成17年1月31日 揖斐川町 | 揖斐川町 |
| 池田郡 | 三倉村     | 三倉村     | 三倉村                   | 明治8年6月 津倉村        | 明治15年7月12日 三倉村   | 三倉村                     | 久瀬村                     | 久瀬村                      | 久瀬村                     | 久瀬村                         | 久瀬村                  | 久瀬村                            | 久瀬村                      | 平成17年1月31日 揖斐川町 | 揖斐川町 |
| 池田郡 | 外津汲村   | 外津汲村   | 外津汲村                 | 明治8年6月 津倉村        | 明治15年7月12日 外津汲村 | 外津汲村                   | 久瀬村                     | 久瀬村                      | 久瀬村                     | 久瀬村                         | 久瀬村                  | 久瀬村                            | 久瀬村                      | 平成17年1月31日 揖斐川町 | 揖斐川町 |
| 池田郡 | 西津汲村   | 西津汲村   | 西津汲村                 | 西津汲村                 | 西津汲村                 | 西津汲村                   | 久瀬村                     | 久瀬村                      | 久瀬村                     | 久瀬村                         | 久瀬村                  | 久瀬村                            | 久瀬村                      | 平成17年1月31日 揖斐川町 | 揖斐川町 |
| 大野郡 | 東津汲村   | 東津汲村   | 東津汲村                 | 東津汲村                 | 東津汲村                 | 池田郡 東津汲村            | 久瀬村                     | 久瀬村                      | 久瀬村                     | 久瀬村                         | 久瀬村                  | 久瀬村                            | 久瀬村                      | 平成17年1月31日 揖斐川町 | 揖斐川町 |
| 大野郡 | 乙原村     | 乙原村     | 乙原村                   | 乙原村                   | 乙原村                   | 池田郡 乙原村              | 久瀬村                     | 久瀬村                      | 久瀬村                     | 久瀬村                         | 久瀬村                  | 久瀬村                            | 久瀬村                      | 平成17年1月31日 揖斐川町 | 揖斐川町 |
| 大野郡 | 樫原村     | 樫原村     | 樫原村                   | 樫原村                   | 樫原村                   | 池田郡 樫原村              | 久瀬村                     | 久瀬村                      | 久瀬村                     | 久瀬村                         | 久瀬村                  | 久瀬村                            | 久瀬村                      | 平成17年1月31日 揖斐川町 | 揖斐川町 |
| 大野郡 | 小津村     | 小津村     | 小津村                   | 小津村                   | 小津村                   | 池田郡 小津村              | 久瀬村                     | 久瀬村                      | 久瀬村                     | 久瀬村                         | 久瀬村                  | 久瀬村                            | 久瀬村                      | 平成17年1月31日 揖斐川町 | 揖斐川町 |
| 大野郡 | 東横山村   | 東横山村   | 東横山村                 | 東横山村                 | 東横山村                 | 池田郡 東横山村            | 久瀬村                     | 大正2年4月1日 分立 藤橋村   | 大正2年4月1日 分立 藤橋村  | 藤橋村                         | 藤橋村                  | 藤橋村                            | 藤橋村                      | 平成17年1月31日 揖斐川町 | 揖斐川町 |
| 池田郡 | 西横山村   | 西横山村   | 西横山村                 | 西横山村                 | 西横山村                 | 西横山村                   | 久瀬村                     | 大正2年4月1日 分立 藤橋村   | 大正2年4月1日 分立 藤橋村  | 藤橋村                         | 藤橋村                  | 藤橋村                            | 藤橋村                      | 平成17年1月31日 揖斐川町 | 揖斐川町 |
| 池田郡 | 親村       | 親村       | 親村                     | 明治8年6月 鶴見村        | 明治8年6月 鶴見村        | 鶴見村                     | 久瀬村                     | 大正2年4月1日 分立 藤橋村   | 大正2年4月1日 分立 藤橋村  | 藤橋村                         | 藤橋村                  | 藤橋村                            | 藤橋村                      | 平成17年1月31日 揖斐川町 | 揖斐川町 |
| 池田郡 | 杉原村     | 杉原村     | 杉原村                   | 明治8年6月 鶴見村        | 明治8年6月 鶴見村        | 鶴見村                     | 久瀬村                     | 大正2年4月1日 分立 藤橋村   | 大正2年4月1日 分立 藤橋村  | 藤橋村                         | 藤橋村                  | 藤橋村                            | 藤橋村                      | 平成17年1月31日 揖斐川町 | 揖斐川町 |
| 大野郡 | 東杉原村   | 東杉原村   | 東杉原村                 | 明治8年6月 東杉原村      | 明治8年6月 東杉原村      | 池田郡 東杉原村            | 久瀬村                     | 大正2年4月1日 分立 藤橋村   | 大正2年4月1日 分立 藤橋村  | 藤橋村                         | 藤橋村                  | 藤橋村                            | 藤橋村                      | 平成17年1月31日 揖斐川町 | 揖斐川町 |
| 大野郡 | 鬼姫生村   | 鬼姫生村   | 鬼姫生村                 | 明治8年6月 東杉原村      | 明治8年6月 東杉原村      | 池田郡 東杉原村            | 久瀬村                     | 大正2年4月1日 分立 藤橋村   | 大正2年4月1日 分立 藤橋村  | 藤橋村                         | 藤橋村                  | 藤橋村                            | 藤橋村                      | 平成17年1月31日 揖斐川町 | 揖斐川町 |
| 大野郡 | 徳山村     | 徳山村     | 徳山村                   | 徳山村                   | 徳山村                   | 池田郡 徳山村              | 徳山村                     | 徳山村                      | 徳山村                     | 徳山村                         | 徳山村                  | 徳山村                            | 昭和62年4月1日 藤橋村に編入 | 平成17年1月31日 揖斐川町 | 揖斐川町 |
| 大野郡 | 山手村     | 山手村     | 山手村                   | 山手村                   | 山手村                   | 池田郡 徳山村              | 徳山村                     | 徳山村                      | 徳山村                     | 徳山村                         | 徳山村                  | 徳山村                            | 昭和62年4月1日 藤橋村に編入 | 平成17年1月31日 揖斐川町 | 揖斐川町 |
| 大野郡 | 櫨原村     | 櫨原村     | 櫨原村                   | 櫨原村                   | 櫨原村                   | 池田郡 徳山村              | 徳山村                     | 徳山村                      | 徳山村                     | 徳山村                         | 徳山村                  | 徳山村                            | 昭和62年4月1日 藤橋村に編入 | 平成17年1月31日 揖斐川町 | 揖斐川町 |
| 大野郡 | 塚村       | 塚村       | 塚村                     | 塚村                     | 塚村                     | 池田郡 徳山村              | 徳山村                     | 徳山村                      | 徳山村                     | 徳山村                         | 徳山村                  | 徳山村                            | 昭和62年4月1日 藤橋村に編入 | 平成17年1月31日 揖斐川町 | 揖斐川町 |
| 池田郡 | 戸入村     | 戸入村     | 戸入村                   | 戸入村                   | 戸入村                   | 池田郡 徳山村              | 徳山村                     | 徳山村                      | 徳山村                     | 徳山村                         | 徳山村                  | 徳山村                            | 昭和62年4月1日 藤橋村に編入 | 平成17年1月31日 揖斐川町 | 揖斐川町 |
| 池田郡 | 門入村     | 門入村     | 門入村                   | 門入村                   | 門入村                   | 池田郡 徳山村              | 徳山村                     | 徳山村                      | 徳山村                     | 徳山村                         | 徳山村                  | 徳山村                            | 昭和62年4月1日 藤橋村に編入 | 平成17年1月31日 揖斐川町 | 揖斐川町 |
| 池田郡 | 漆原村     | 漆原村     | 漆原村                   | 明治8年6月 開田村        | 明治8年6月 開田村        | 池田郡 徳山村              | 徳山村                     | 徳山村                      | 徳山村                     | 徳山村                         | 徳山村                  | 徳山村                            | 昭和62年4月1日 藤橋村に編入 | 平成17年1月31日 揖斐川町 | 揖斐川町 |
| 池田郡 | 池田村     | 池田村     | 池田村                   | 明治8年6月 開田村        | 明治8年6月 開田村        | 池田郡 徳山村              | 徳山村                     | 徳山村                      | 徳山村                     | 徳山村                         | 徳山村                  | 徳山村                            | 昭和62年4月1日 藤橋村に編入 | 平成17年1月31日 揖斐川町 | 揖斐川町 |
| 大野郡 | 名礼村     | 名礼村     | 名礼村                   | 名礼村                   | 名礼村                   | 名礼村                     | 谷汲村                     | 谷汲村                      | 谷汲村                     | 谷汲村                         | 谷汲村                  | 昭和31年9月1日 谷汲村             | 谷汲村                      | 平成17年1月31日 揖斐川町 | 揖斐川町 |
| 大野郡 | 大洞村     | 大洞村     | 大洞村                   | 大洞村                   | 大洞村                   | 大洞村                     | 谷汲村                     | 谷汲村                      | 谷汲村                     | 谷汲村                         | 谷汲村                  | 昭和31年9月1日 谷汲村             | 谷汲村                      | 平成17年1月31日 揖斐川町 | 揖斐川町 |
| 大野郡 | 結城村     | 結城村     | 結城村                   | 明治8年1月 徳積村        | 明治8年1月 徳積村        | 徳積村                     | 谷汲村                     | 谷汲村                      | 谷汲村                     | 谷汲村                         | 谷汲村                  | 昭和31年9月1日 谷汲村             | 谷汲村                      | 平成17年1月31日 揖斐川町 | 揖斐川町 |
| 大野郡 | 谷汲村     | 谷汲村     | 谷汲村                   | 明治8年1月 徳積村        | 明治8年1月 徳積村        | 徳積村                     | 谷汲村                     | 谷汲村                      | 谷汲村                     | 谷汲村                         | 谷汲村                  | 昭和31年9月1日 谷汲村             | 谷汲村                      | 平成17年1月31日 揖斐川町 | 揖斐川町 |
| 大野郡 | 西村       | 西村       | 明治7年9月 深坂村        | 明治7年9月 深坂村        | 明治7年9月 深坂村        | 深坂村                     | 谷汲村                     | 谷汲村                      | 谷汲村                     | 谷汲村                         | 谷汲村                  | 昭和31年9月1日 谷汲村             | 谷汲村                      | 平成17年1月31日 揖斐川町 | 揖斐川町 |
| 大野郡 | 中村       |            | 明治7年9月 深坂村        | 明治7年9月 深坂村        | 明治7年9月 深坂村        | 深坂村                     | 谷汲村                     | 谷汲村                      | 谷汲村                     | 谷汲村                         | 谷汲村                  | 昭和31年9月1日 谷汲村             | 谷汲村                      | 平成17年1月31日 揖斐川町 | 揖斐川町 |
| 大野郡 | 深根村     |            | 明治7年9月 深坂村        | 明治7年9月 深坂村        | 明治7年9月 深坂村        | 深坂村                     | 谷汲村                     | 谷汲村                      | 谷汲村                     | 谷汲村                         | 谷汲村                  | 昭和31年9月1日 谷汲村             | 谷汲村                      | 平成17年1月31日 揖斐川町 | 揖斐川町 |
| 大野郡 | 肥田村     |            | 明治7年9月 深坂村        | 明治7年9月 深坂村        | 明治7年9月 深坂村        | 深坂村                     | 谷汲村                     | 谷汲村                      | 谷汲村                     | 谷汲村                         | 谷汲村                  | 昭和31年9月1日 谷汲村             | 谷汲村                      | 平成17年1月31日 揖斐川町 | 揖斐川町 |
| 大野郡 | 小洞村     |            | 明治7年9月 深坂村        | 明治7年9月 深坂村        | 明治7年9月 深坂村        | 深坂村                     | 谷汲村                     | 谷汲村                      | 谷汲村                     | 谷汲村                         | 谷汲村                  | 昭和31年9月1日 谷汲村             | 谷汲村                      | 平成17年1月31日 揖斐川町 | 揖斐川町 |
| 大野郡 | 上長瀬村   | 上長瀬村   | 上長瀬村                 | 明治8年1月 長瀬村        | 明治8年1月 長瀬村        | 長瀬村                     | 長瀬村                     | 長瀬村                      | 長瀬村                     | 長瀬村                         | 長瀬村                  | 昭和31年9月1日 谷汲村             | 谷汲村                      | 平成17年1月31日 揖斐川町 | 揖斐川町 |
| 大野郡 | 下長瀬村   | 下長瀬村   | 下長瀬村                 | 明治8年1月 長瀬村        | 明治8年1月 長瀬村        | 長瀬村                     | 長瀬村                     | 長瀬村                      | 長瀬村                     | 長瀬村                         | 長瀬村                  | 昭和31年9月1日 谷汲村             | 谷汲村                      | 平成17年1月31日 揖斐川町 | 揖斐川町 |
| 大野郡 | 赤石村     | 赤石村     | 赤石村                   | 明治8年1月 長瀬村        | 明治8年1月 長瀬村        | 長瀬村                     | 長瀬村                     | 長瀬村                      | 長瀬村                     | 長瀬村                         | 長瀬村                  | 昭和31年9月1日 谷汲村             | 谷汲村                      | 平成17年1月31日 揖斐川町 | 揖斐川町 |
| 大野郡 | 府内村     | 府内村     | 府内村                   | 明治8年1月 長瀬村        | 明治8年1月 長瀬村        | 長瀬村                     | 長瀬村                     | 長瀬村                      | 長瀬村                     | 長瀬村                         | 長瀬村                  | 昭和31年9月1日 谷汲村             | 谷汲村                      | 平成17年1月31日 揖斐川町 | 揖斐川町 |
| 大野郡 | 岐礼村     | 岐礼村     | 岐礼村                   | 岐礼村                   | 岐礼村                   | 岐礼村                     | 長瀬村                     | 長瀬村                      | 長瀬村                     | 長瀬村                         | 長瀬村                  | 昭和31年9月1日 谷汲村             | 谷汲村                      | 平成17年1月31日 揖斐川町 | 揖斐川町 |
| 大野郡 | 高科村     | 高科村     | 高科村                   | 高科村                   | 高科村                   | 高科村                     | 長瀬村                     | 長瀬村                      | 長瀬村                     | 長瀬村                         | 長瀬村                  | 昭和31年9月1日 谷汲村             | 谷汲村                      | 平成17年1月31日 揖斐川町 | 揖斐川町 |
| 大野郡 | 木曽屋村   | 木曽屋村   | 木曽屋村                 | 木曽屋村                 | 木曽屋村                 | 横蔵村                     | 横蔵村                     | 横蔵村                      | 横蔵村                     | 横蔵村                         | 横蔵村                  | 昭和35年1月1日 谷汲村に編入       | 谷汲村                      | 平成17年1月31日 揖斐川町 | 揖斐川町 |
| 大野郡 | 神原村     | 神原村     | 神原村                   | 神原村                   | 神原村                   | 横蔵村                     | 横蔵村                     | 横蔵村                      | 横蔵村                     | 横蔵村                         | 横蔵村                  | 昭和35年1月1日 谷汲村に編入       | 谷汲村                      | 平成17年1月31日 揖斐川町 | 揖斐川町 |
| 大野郡 | 有鳥村     | 有鳥村     | 有鳥村                   | 有鳥村                   | 有鳥村                   | 横蔵村                     | 横蔵村                     | 横蔵村                      | 横蔵村                     | 横蔵村                         | 横蔵村                  | 昭和35年1月1日 谷汲村に編入       | 谷汲村                      | 平成17年1月31日 揖斐川町 | 揖斐川町 |
| 大野郡 | 三輪村     | 三輪村     | 三輪村                   | 三輪村                   | 三輪村                   | 揖斐町                     | 揖斐町                     | 揖斐町                      | 揖斐町                     | 揖斐町                         | 昭和30年4月1日 揖斐川町 | 揖斐川町                          | 揖斐川町                    | 平成17年1月31日 揖斐川町 | 揖斐川町 |
| 大野郡 | 上岡島村   | 上岡島村   | 上岡島村                 | 上岡島村                 | 上岡島村                 | 揖斐町                     | 揖斐町                     | 揖斐町                      | 揖斐町                     | 揖斐町                         | 昭和30年4月1日 揖斐川町 | 揖斐川町                          | 揖斐川町                    | 平成17年1月31日 揖斐川町 | 揖斐川町 |
| 大野郡 | 下岡島村   | 下岡島村   | 下岡島村                 | 下岡島村                 | 下岡島村                 | 揖斐町                     | 揖斐町                     | 揖斐町                      | 揖斐町                     | 揖斐町                         | 昭和30年4月1日 揖斐川町 | 揖斐川町                          | 揖斐川町                    | 平成17年1月31日 揖斐川町 | 揖斐川町 |
| 大野郡 | 大光寺村   | 大光寺村   | 大光寺村                 | 大光寺村                 | 大光寺村                 | 揖斐町                     | 揖斐町                     | 揖斐町                      | 揖斐町                     | 揖斐町                         | 昭和30年4月1日 揖斐川町 | 揖斐川町                          | 揖斐川町                    | 平成17年1月31日 揖斐川町 | 揖斐川町 |
| 大野郡 | 小谷村     | 小谷村     | 小谷村                   | 小谷村                   | 小谷村                   | 揖斐町                     | 揖斐町                     | 揖斐町                      | 揖斐町                     | 揖斐町                         | 昭和30年4月1日 揖斐川町 | 揖斐川町                          | 揖斐川町                    | 平成17年1月31日 揖斐川町 | 揖斐川町 |
| 大野郡 | 小野村     | 小野村     | 小野村                   | 小野村                   | 小野村                   | 揖斐町                     | 揖斐町                     | 揖斐町                      | 揖斐町                     | 揖斐町                         | 昭和30年4月1日 揖斐川町 | 揖斐川町                          | 揖斐川町                    | 平成17年1月31日 揖斐川町 | 揖斐川町 |
| 大野郡 | 志津山村   | 志津山村   | 志津山村                 | 志津山村                 | 志津山村                 | 揖斐町                     | 揖斐町                     | 揖斐町                      | 揖斐町                     | 揖斐町                         | 昭和30年4月1日 揖斐川町 | 揖斐川町                          | 揖斐川町                    | 平成17年1月31日 揖斐川町 | 揖斐川町 |
| 大野郡 | 野村       | 野村       | 明治7年9月 改称 上野村   | 明治7年9月 改称 上野村   | 明治7年9月 改称 上野村   | 揖斐町                     | 揖斐町                     | 揖斐町                      | 揖斐町                     | 揖斐町                         | 昭和30年4月1日 揖斐川町 | 揖斐川町                          | 揖斐川町                    | 平成17年1月31日 揖斐川町 | 揖斐川町 |
| 大野郡 | 清水村     | 清水村     | 清水村                   | 清水村                   | 清水村                   | 清水村                     | 清水村                     | 清水村                      | 清水村                     | 清水村                         | 昭和30年4月1日 揖斐川町 | 揖斐川町                          | 揖斐川町                    | 平成17年1月31日 揖斐川町 | 揖斐川町 |
| 大野郡 | 島村       | 島村       | 島村                     | 島村                     | 島村                     | 清水村                     | 清水村                     | 清水村                      | 清水村                     | 清水村                         | 昭和30年4月1日 揖斐川町 | 揖斐川町                          | 揖斐川町                    | 平成17年1月31日 揖斐川町 | 揖斐川町 |
| 大野郡 | 福島村     | 福島村     | 福島村                   | 福島村                   | 福島村                   | 清水村                     | 清水村                     | 清水村                      | 清水村                     | 清水村                         | 昭和30年4月1日 揖斐川町 | 揖斐川町                          | 揖斐川町                    | 平成17年1月31日 揖斐川町 | 揖斐川町 |
| 大野郡 | 長良村     | 長良村     | 長良村                   | 長良村                   | 長良村                   | 清水村                     | 清水村                     | 清水村                      | 清水村                     | 清水村                         | 昭和30年4月1日 揖斐川町 | 揖斐川町                          | 揖斐川町                    | 平成17年1月31日 揖斐川町 | 揖斐川町 |
| 大野郡 | 北方村     | 北方村     | 北方村                   | 北方村                   | 北方村                   | 北方村                     | 北方村                     | 北方村                      | 北方村                     | 北方村                         | 昭和30年4月1日 揖斐川町 | 揖斐川町                          | 揖斐川町                    | 平成17年1月31日 揖斐川町 | 揖斐川町 |
| 大野郡 | 房島村     | 房島村     | 房島村                   | 房島村                   | 房島村                   | 房島村                     | 大和村                     | 大和村                      | 大和村                     | 大和村                         | 昭和30年4月1日 揖斐川町 | 揖斐川町                          | 揖斐川町                    | 平成17年1月31日 揖斐川町 | 揖斐川町 |
| 大野郡 | 極楽寺村   | 極楽寺村   | 極楽寺村                 | 極楽寺村                 | 極楽寺村                 | 極楽寺村                   | 大和村                     | 大和村                      | 大和村                     | 大和村                         | 昭和30年4月1日 揖斐川町 | 揖斐川町                          | 揖斐川町                    | 平成17年1月31日 揖斐川町 | 揖斐川町 |
| 大野郡 | 伊尾野村   | 伊尾野村   | 明治7年9月 上南方村      | 明治7年9月 上南方村      | 明治7年9月 上南方村      | 上南方村                   | 大和村                     | 大和村                      | 大和村                     | 大和村                         | 昭和30年4月1日 揖斐川町 | 揖斐川町                          | 揖斐川町                    | 平成17年1月31日 揖斐川町 | 揖斐川町 |
| 大野郡 | 南方村     |            | 明治7年9月 上南方村      | 明治7年9月 上南方村      | 明治7年9月 上南方村      | 上南方村                   | 大和村                     | 大和村                      | 大和村                     | 大和村                         | 昭和30年4月1日 揖斐川町 | 揖斐川町                          | 揖斐川町                    | 平成17年1月31日 揖斐川町 | 揖斐川町 |
| 大野郡 | 中津原村   | 中津原村   | 中津原村                 | 明治8年11月 若松村       | 明治8年11月 若松村       | 若松村                     | 大和村                     | 大和村                      | 大和村                     | 大和村                         | 昭和30年4月1日 揖斐川町 | 揖斐川町                          | 揖斐川町                    | 平成17年1月31日 揖斐川町 | 揖斐川町 |
| 大野郡 | 仁坂村     | 仁坂村     | 仁坂村                   | 明治8年11月 若松村       | 明治8年11月 若松村       | 若松村                     | 大和村                     | 大和村                      | 大和村                     | 大和村                         | 昭和30年4月1日 揖斐川町 | 揖斐川町                          | 揖斐川町                    | 平成17年1月31日 揖斐川町 | 揖斐川町 |
| 池田郡 | 野中村     | 野中村     | 野中村                   | 明治8年6月 小島村        | 明治8年6月 小島村        | 小島村                     | 小島村                     | 小島村                      | 小島村                     | 小島村                         | 昭和30年4月1日 揖斐川町 | 揖斐川町                          | 揖斐川町                    | 平成17年1月31日 揖斐川町 | 揖斐川町 |
| 池田郡 | 堀村       | 堀村       | 堀村                     | 明治8年6月 小島村        | 明治8年6月 小島村        | 小島村                     | 小島村                     | 小島村                      | 小島村                     | 小島村                         | 昭和30年4月1日 揖斐川町 | 揖斐川町                          | 揖斐川町                    | 平成17年1月31日 揖斐川町 | 揖斐川町 |
| 池田郡 | 大門村     | 大門村     | 大門村                   | 明治8年6月 小島村        | 明治8年6月 小島村        | 小島村                     | 小島村                     | 小島村                      | 小島村                     | 小島村                         | 昭和30年4月1日 揖斐川町 | 揖斐川町                          | 揖斐川町                    | 平成17年1月31日 揖斐川町 | 揖斐川町 |
| 池田郡 | 溝尻村     | 溝尻村     | 溝尻村                   | 明治8年6月 小島村        | 明治8年6月 小島村        | 小島村                     | 小島村                     | 小島村                      | 小島村                     | 小島村                         | 昭和30年4月1日 揖斐川町 | 揖斐川町                          | 揖斐川町                    | 平成17年1月31日 揖斐川町 | 揖斐川町 |
| 池田郡 | 上野村     | 上野村     | 明治4年 上野村           | 明治4年 上野村           | 明治4年 上野村           | 上野村                     | 小島村                     | 小島村                      | 小島村                     | 小島村                         | 昭和30年4月1日 揖斐川町 | 揖斐川町                          | 揖斐川町                    | 平成17年1月31日 揖斐川町 | 揖斐川町 |
| 池田郡 | 畑尻村     |            | 明治4年 上野村           | 明治4年 上野村           | 明治4年 上野村           | 上野村                     | 小島村                     | 小島村                      | 小島村                     | 小島村                         | 昭和30年4月1日 揖斐川町 | 揖斐川町                          | 揖斐川町                    | 平成17年1月31日 揖斐川町 | 揖斐川町 |
| 池田郡 | 広尾村     |            | 明治4年 上野村           | 明治4年 上野村           | 明治4年 上野村           | 上野村                     | 小島村                     | 小島村                      | 小島村                     | 小島村                         | 昭和30年4月1日 揖斐川町 | 揖斐川町                          | 揖斐川町                    | 平成17年1月31日 揖斐川町 | 揖斐川町 |
| 池田郡 | 東野村     | 東野村     | 明治7年9月 改称 上東野村 | 明治7年9月 改称 上東野村 | 明治7年9月 改称 上東野村 | 上東野村                   | 小島村                     | 小島村                      | 小島村                     | 小島村                         | 昭和30年4月1日 揖斐川町 | 揖斐川町                          | 揖斐川町                    | 平成17年1月31日 揖斐川町 | 揖斐川町 |
| 池田郡 | 岡村       | 岡村       | 岡村                     | 岡村                     | 岡村                     | 岡村                       | 小島村                     | 小島村                      | 小島村                     | 小島村                         | 昭和30年4月1日 揖斐川町 | 揖斐川町                          | 揖斐川町                    | 平成17年1月31日 揖斐川町 | 揖斐川町 |
| 池田郡 | 和田村     | 和田村     | 和田村                   | 和田村                   | 和田村                   | 和田村                     | 小島村                     | 小島村                      | 小島村                     | 小島村                         | 昭和30年4月1日 揖斐川町 | 揖斐川町                          | 揖斐川町                    | 平成17年1月31日 揖斐川町 | 揖斐川町 |
| 池田郡 | 市場村     | 市場村     | 市場村                   | 市場村                   | 市場村                   | 市場村                     | 小島村                     | 小島村                      | 小島村                     | 小島村                         | 昭和30年4月1日 揖斐川町 | 揖斐川町                          | 揖斐川町                    | 平成17年1月31日 揖斐川町 | 揖斐川町 |
| 池田郡 | 瑞岩寺村   | 瑞岩寺村   | 瑞岩寺村                 | 瑞岩寺村                 | 瑞岩寺村                 | 瑞岩寺村                   | 小島村                     | 小島村                      | 小島村                     | 小島村                         | 昭和30年4月1日 揖斐川町 | 揖斐川町                          | 揖斐川町                    | 平成17年1月31日 揖斐川町 | 揖斐川町 |
| 池田郡 | 白樫村     | 白樫村     | 白樫村                   | 白樫村                   | 白樫村                   | 白樫村                     | 小島村                     | 小島村                      | 小島村                     | 小島村                         | 昭和30年4月1日 揖斐川町 | 揖斐川町                          | 揖斐川町                    | 平成17年1月31日 揖斐川町 | 揖斐川町 |
| 池田郡 | 新宮村     | 新宮村     | 新宮村                   | 新宮村                   | 新宮村                   | 新宮村                     | 小島村                     | 小島村                      | 小島村                     | 小島村                         | 昭和30年4月1日 揖斐川町 | 揖斐川町                          | 揖斐川町                    | 平成17年1月31日 揖斐川町 | 揖斐川町 |
| 池田郡 | 黒田村     | 黒田村     | 黒田村                   | 黒田村                   | 黒田村                   | 黒田村                     | 小島村                     | 小島村                      | 小島村                     | 小島村                         | 昭和30年4月1日 揖斐川町 | 揖斐川町                          | 揖斐川町                    | 平成17年1月31日 揖斐川町 | 揖斐川町 |
| 池田郡 | 脛永村     | 脛永村     | 脛永村                   | 脛永村                   | 脛永村                   | 脛永村                     | 養基村                     | 養基村                      | 養基村                     | 養基村                         | 養基村                  | 昭和31年9月30日 揖斐川町に編入    | 揖斐川町                    | 平成17年1月31日 揖斐川町 | 揖斐川町 |
| 池田郡 | 田中村     | 田中村     | 田中村                   | 田中村                   | 田中村                   | 田中村                     | 養基村                     | 養基村                      | 養基村                     | 養基村                         | 養基村                  | 昭和31年9月30日 池田町に編入      | 池田町                      | 池田町                   | 池田町   |
| 池田郡 | 粕河原新田 | 粕河原新田 | 粕河原新田               | 明治9年5月 改称 粕河原村 | 明治9年5月 改称 粕河原村 | 粕河原村                   | 養基村                     | 養基村                      | 養基村                     | 養基村                         | 養基村                  | 昭和31年9月30日 池田町に編入      | 池田町                      | 池田町                   | 池田町   |
| 池田郡 | 沓井村     | 沓井村     | 沓井村                   | 沓井村                   | 沓井村                   | 沓井村                     | 養基村                     | 養基村                      | 養基村                     | 養基村                         | 養基村                  | 昭和31年9月30日 池田町に編入      | 池田町                      | 池田町                   | 池田町   |
| 池田郡 | 本郷村     | 本郷村     | 本郷村                   | 本郷村                   | 本郷村                   | 本郷村                     | 本郷村                     | 本郷村                      | 昭和25年8月1日 温知村      | 昭和29年5月1日 町制改称 池田町 | 昭和30年4月1日 池田町   | 池田町                            | 池田町                      | 池田町                   | 池田町   |
| 池田郡 | 藤代村     | 藤代村     | 藤代村                   | 藤代村                   | 藤代村                   | 藤代村                     | 本郷村                     | 本郷村                      | 昭和25年8月1日 温知村      | 昭和29年5月1日 町制改称 池田町 | 昭和30年4月1日 池田町   | 池田町                            | 池田町                      | 池田町                   | 池田町   |
| 池田郡 | 萩原村     | 萩原村     | 萩原村                   | 萩原村                   | 萩原村                   | 萩原村                     | 本郷村                     | 本郷村                      | 昭和25年8月1日 温知村      | 昭和29年5月1日 町制改称 池田町 | 昭和30年4月1日 池田町   | 池田町                            | 池田町                      | 池田町                   | 池田町   |
| 池田郡 | 青柳村     | 青柳村     | 青柳村                   | 青柳村                   | 青柳村                   | 青柳村                     | 本郷村                     | 本郷村                      | 昭和25年8月1日 温知村      | 昭和29年5月1日 町制改称 池田町 | 昭和30年4月1日 池田町   | 池田町                            | 池田町                      | 池田町                   | 池田町   |
| 池田郡 | 田畑村     | 田畑村     | 田畑村                   | 田畑村                   | 田畑村                   | 田畑村                     | 本郷村                     | 本郷村                      | 昭和25年8月1日 温知村      | 昭和29年5月1日 町制改称 池田町 | 昭和30年4月1日 池田町   | 池田町                            | 池田町                      | 池田町                   | 池田町   |
| 池田郡 | 草深村     | 草深村     | 草深村                   | 草深村                   | 草深村                   | 草深村                     | 本郷村                     | 本郷村                      | 昭和25年8月1日 温知村      | 昭和29年5月1日 町制改称 池田町 | 昭和30年4月1日 池田町   | 池田町                            | 池田町                      | 池田町                   | 池田町   |
| 池田郡 | 山洞村     | 山洞村     | 山洞村                   | 山洞村                   | 山洞村                   | 山洞村                     | 本郷村                     | 本郷村                      | 昭和25年8月1日 温知村      | 昭和29年5月1日 町制改称 池田町 | 昭和30年4月1日 池田町   | 池田町                            | 池田町                      | 池田町                   | 池田町   |
| 池田郡 | 小寺村     | 小寺村     | 小寺村                   | 小寺村                   | 小寺村                   | 小寺村                     | 本郷村                     | 本郷村                      | 昭和25年8月1日 温知村      | 昭和29年5月1日 町制改称 池田町 | 昭和30年4月1日 池田町   | 池田町                            | 池田町                      | 池田町                   | 池田町   |
| 池田郡 | 池田野新田 | 池田野新田 | 池田野新田               | 明治9年5月 改称 池野村   | 明治9年5月 改称 池野村   | 池野村                     | 池田村                     | 池田村                      | 昭和25年8月1日 温知村      | 昭和29年5月1日 町制改称 池田町 | 昭和30年4月1日 池田町   | 池田町                            | 池田町                      | 池田町                   | 池田町   |
| 池田郡 | 東野村     | 東野村     | 明治7年9月 改称 下東野村 | 明治7年9月 改称 下東野村 | 明治7年9月 改称 下東野村 | 下東野村                   | 池田村                     | 池田村                      | 昭和25年8月1日 温知村      | 昭和29年5月1日 町制改称 池田町 | 昭和30年4月1日 池田町   | 池田町                            | 池田町                      | 池田町                   | 池田町   |
| 池田郡 | 上田村     | 上田村     | 上田村                   | 上田村                   | 上田村                   | 上田村                     | 池田村                     | 池田村                      | 昭和25年8月1日 温知村      | 昭和29年5月1日 町制改称 池田町 | 昭和30年4月1日 池田町   | 池田町                            | 池田町                      | 池田町                   | 池田町   |
| 池田郡 | 砂畑村     | 砂畑村     | 砂畑村                   | 砂畑村                   | 砂畑村                   | 砂畑村                     | 池田村                     | 池田村                      | 昭和25年8月1日 温知村      | 昭和29年5月1日 町制改称 池田町 | 昭和30年4月1日 池田町   | 池田町                            | 池田町                      | 池田町                   | 池田町   |
| 池田郡 | 六之井村   | 六之井村   | 六之井村                 | 六之井村                 | 六之井村                 | 六之井村                   | 池田村                     | 池田村                      | 昭和25年8月1日 温知村      | 昭和29年5月1日 町制改称 池田町 | 昭和30年4月1日 池田町   | 池田町                            | 池田町                      | 池田町                   | 池田町   |
| 大野郡 | 杉野村     | 杉野村     | 杉野村                   | 杉野村                   | 杉野村                   | 杉野村                     | 池田村                     | 池田村                      | 昭和25年8月1日 温知村      | 昭和29年5月1日 町制改称 池田町 | 昭和30年4月1日 池田町   | 池田町                            | 池田町                      | 池田町                   | 池田町   |
| 安八郡 | 白鳥村     | 白鳥村     | 白鳥村                   | 白鳥村                   | 白鳥村                   | 安八郡 白鳥村              | 安八郡 北平野村 の一部     | 昭和25年4月1日 池田村に編入 | 昭和25年8月1日 温知村      | 昭和29年5月1日 町制改称 池田町 | 昭和30年4月1日 池田町   | 池田町                            | 池田町                      | 池田町                   | 池田町   |
| 池田郡 | 宮地村     | 宮地村     | 宮地村                   | 宮地村                   | 宮地村                   | 宮地村                     | 宮地村                     | 宮地村                      | 宮地村                     | 宮地村                         | 昭和30年4月1日 池田町   | 池田町                            | 池田町                      | 池田町                   | 池田町   |
| 池田郡 | 小牛村     | 小牛村     | 小牛村                   | 小牛村                   | 小牛村                   | 小牛村                     | 宮地村                     | 宮地村                      | 宮地村                     | 宮地村                         | 昭和30年4月1日 池田町   | 池田町                            | 池田町                      | 池田町                   | 池田町   |
| 池田郡 | 願成寺村   | 願成寺村   | 願成寺村                 | 願成寺村                 | 願成寺村                 | 願成寺村                   | 宮地村                     | 宮地村                      | 宮地村                     | 宮地村                         | 昭和30年4月1日 池田町   | 池田町                            | 池田町                      | 池田町                   | 池田町   |
| 池田郡 | 般若畑村   | 般若畑村   | 般若畑村                 | 般若畑村                 | 般若畑村                 | 般若畑村                   | 宮地村                     | 宮地村                      | 宮地村                     | 宮地村                         | 昭和30年4月1日 池田町   | 池田町                            | 池田町                      | 池田町                   | 池田町   |
| 池田郡 | 段村       | 段村       | 段村                     | 段村                     | 段村                     | 段村                       | 宮地村                     | 宮地村                      | 宮地村                     | 宮地村                         | 昭和30年4月1日 池田町   | 池田町                            | 池田町                      | 池田町                   | 池田町   |
| 池田郡 | 船子村     | 船子村     | 船子村                   | 船子村                   | 船子村                   | 船子村                     | 宮地村                     | 宮地村                      | 宮地村                     | 宮地村                         | 昭和30年4月1日 池田町   | 池田町                            | 池田町                      | 池田町                   | 池田町   |
| 池田郡 | 八幡村     | 八幡村     | 八幡村                   | 八幡村                   | 八幡村                   | 八幡村                     | 八幡村                     | 八幡村                      | 八幡村                     | 八幡村                         | 昭和30年4月1日 池田町   | 池田町                            | 池田町                      | 池田町                   | 池田町   |
| 池田郡 | 片山村     | 片山村     | 片山村                   | 明治8年10月 片山村       | 明治8年10月 片山村       | 片山村                     | 八幡村                     | 八幡村                      | 八幡村                     | 八幡村                         | 昭和30年4月1日 池田町   | 池田町                            | 池田町                      | 池田町                   | 池田町   |
| 池田郡 | 江渡村     | 江渡村     | 江渡村                   | 明治8年10月 片山村       | 明治8年10月 片山村       | 片山村                     | 八幡村                     | 八幡村                      | 八幡村                     | 八幡村                         | 昭和30年4月1日 池田町   | 池田町                            | 池田町                      | 池田町                   | 池田町   |
| 池田郡 | 市橋村     | 一部       | 市橋村                   | 市橋村                   | 市橋村                   | 市橋村                     | 八幡村                     | 八幡村                      | 八幡村                     | 八幡村                         | 昭和30年4月1日 池田町   | 池田町                            | 池田町                      | 池田町                   | 池田町   |
| 池田郡 | 市橋村     | 一部       | 市橋村                   | 市橋村                   | 市橋村                   | 市橋村                     | 八幡村                     | 八幡村                      | 八幡村                     | 八幡村                         | 昭和30年4月1日 池田町   | 昭和31年4月1日 不破郡赤坂町に編入 | 昭和42年9月1日 大垣市に編入 | 大垣市                   | 大垣市   |

## 行政
歴代郡長
特記なき場合『揖斐郡志』による（郡制施行以降のみ記載）。
| 代 | 氏名         | 就任年月日                | 退任年月日                | 備考                   |
| -- | ------------ | ------------------------- | ------------------------- | ---------------------- |
| 1  | 山下中二     | 明治30年（1897年）4月1日  | 明治31年（1898年）9月1日  |                        |
| 2  | 高橋俊益     | 明治31年（1898年）9月1日  | 明治39年（1906年）6月16日 |                        |
| 3  | 竹田喜太郎   | 明治39年（1906年）6月16日 | 明治39年（1906年）7月11日 |                        |
| 4  | 大鳥居英太郎 | 明治39年（1906年）7月11日 | 明治40年（1907年）9月13日 |                        |
| 5  | 石田安太     | 明治40年（1907年）9月13日 | 明治45年（1912年）6月12日 |                        |
| 6  | 齋藤實直     | 明治45年（1912年）6月12日 | 大正4年（1915年）4月28日  |                        |
| 7  | 小木利金太   | 大正4年（1915年）4月28日  | 大正6年（1917年）5月10日  |                        |
| 8  | 辻寶一       | 大正6年（1917年）5月10日  | 大正9年（1920年）6月4日   |                        |
| 9  | 大野勇       | 大正9年（1920年）6月4日   | 大正13年（1924年）10月4日 |                        |
| 10 | 黒瀬千尋     | 大正13年（1924年）10月4日 | 大正15年（1926年）6月30日 | 郡役所廃止により、廃官 |

## 主な出身者
- 青木重矩 - 揖斐庄の出。豊臣秀吉の義叔父
- 青木一矩 - 揖斐庄の出。重矩の子、秀吉の従兄弟